# Pachybrachis brunneus
Pachybrachis brunneus är en skalbaggsart som beskrevs av Bowditch 1909. Pachybrachis brunneus ingår i släktet Pachybrachis och familjen bladbaggar. Inga underarter finns listade i Catalogue of Life.